# Julius Knorre
Julius Knorre (* 1807 in Königsberg, Ostpreußen; † 22. Oktober 1884 ebenda) war ein deutscher Historien- und Genremaler der Düsseldorfer Schule sowie Lehrer an der Kunstschule bzw. Kunstakademie Königsberg.

## Leben

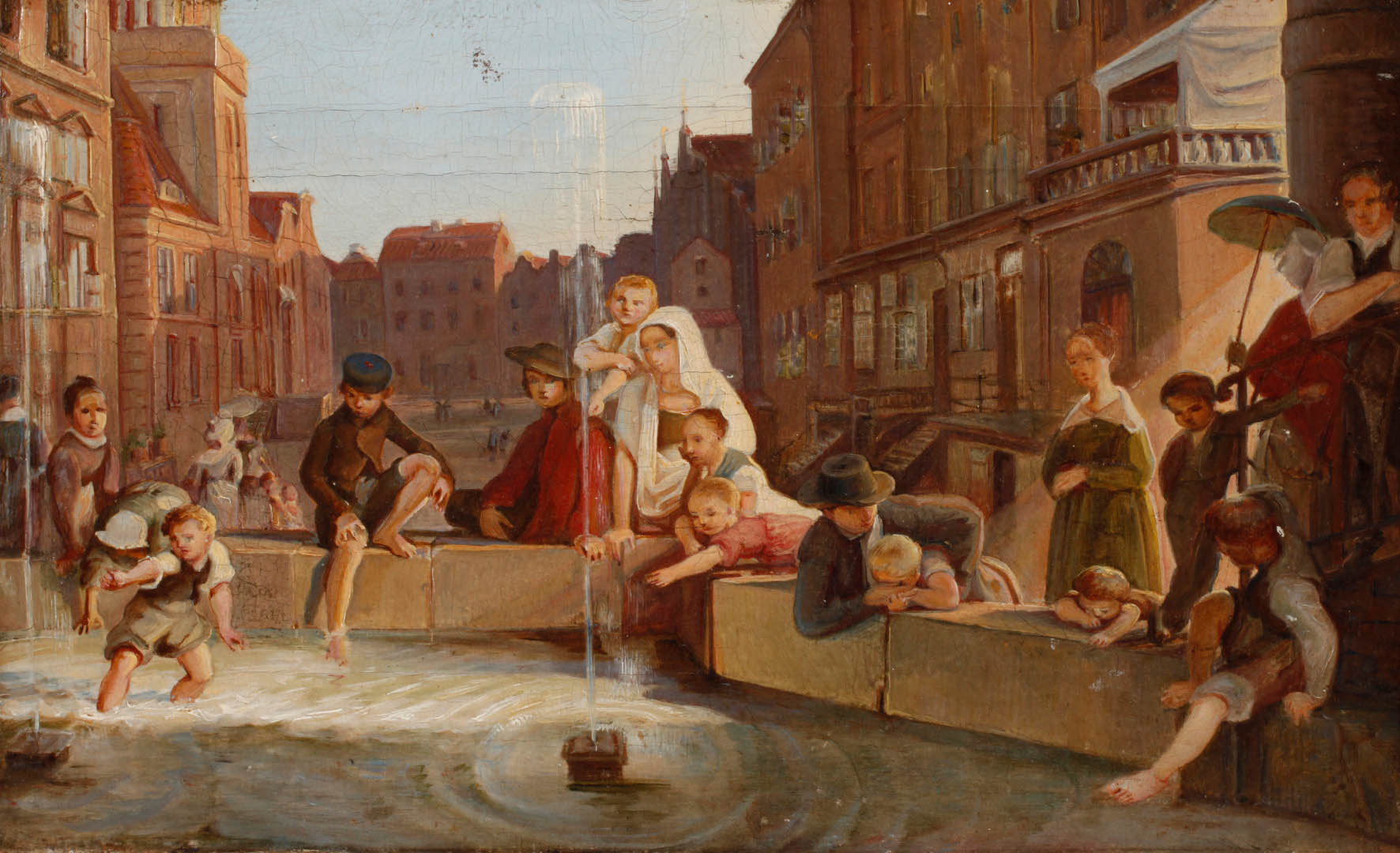
Szene am Springbrunnen zu Königsberg (Die altstädtische Fontäne zu Königsberg), 1836

Knorre, Sohn des aus Berlin an die Königsberger Kunstschule berufenen Malers Johann Friedrich Andreas Knorre (1763–1841), studierte Malerei an der Kunstakademie Berlin unter Karl Wilhelm Wach. In den Jahren 1835 bis 1839 besuchte er die Kunstakademie Düsseldorf. Dort waren Theodor Hildebrandt und Wilhelm Schadow seine Lehrer. Ab 1836 stellte er in Düsseldorf aus, so auch sein Werk Die altstädtische Fontäne zu Königsberg. Nach dem Studium folgte Knorre seinem Vater ins Lehramt, wie dieser wurde er Professor der Zeichenklasse der Provinzialen Kunstschule (später Kunstakademie Königsberg). Als solcher war er noch 1861 im Amt.